# Island of Doomed Men
Island of Doomed Men è un film statunitense del 1940 diretto da Charles Barton, con Peter Lorre, Robert Wilcox, Rochelle Hudson.

## Trama
Mark Sheldon si presenta nottetempo al Dipartimento di Giustizia degli Stati Uniti e, di fronte ad un suo superiore, accetta di far parte di una squadra segreta di agenti governativi, nella quale è contrassegnato dal numero 64. Non apprende la sua missione prima che gli venga rivelata da un collega (il numero 46), che incontrerà nello studio di quest’ultimo: si tratta di indagare su Stephen Danel, il quale possiede l’isola statunitense Dead Man’s Island, ove pare che tenga parecchi uomini in stato di schiavitù. Ma l’agente 46 viene ucciso subito dopo aver rivelato a Sheldon la missione. Sheldon, che non può rivelare il proprio incarico e il proprio nome, e ora si fa chiamare John Smith, viene ritenuto colpevole dell’omicidio, perpetrato invece da Danel, e viene condannato alla reclusione. Della vicenda si occupa ampiamente la stampa.
Danel, sulla Dead Man’s Island, nella propria magione circondata da reticolati elettrificati, si dedica all’estrazione di diamanti sfruttando i propri schiavi, e in un certo senso mantiene prigioniera anche la moglie Lorraine, che, essendosi resa conto di quanto esecrabile sia il marito, vorrebbe lasciarlo, impedendole di recarsi sulla terraferma, e il cuoco Siggy. Egli recluta i propri lavoranti fra i detenuti,  garantendo per la loro libertà condizionata (“parole”). In tal modo fa venire nell’isola anche Sheldon/64/Smith, che sospetta di essere un agente governativo, nel tentativo di fargli confessare i nomi di coloro per cui lavora.
Sull’isola, Sheldon/64/Smith ha rocamboleschi e contrastati contatti con Lorraine, col cuoco, e con altri lavoranti/schiavi, per cercare una via verso la liberazione. Dopo alterne vicende, al termine delle quali il cuoco accoltella Danel (che, prima di morire, gli spara, uccidendolo), i sopravvissuti dell’isola ottengono la liberazione.